# جيوفاني هايوت
جيوفاني هايوت (بالهولندية: Giovanni Hiwat)‏ (11 نوفمبر 1993 بزفوله في هولندا - ) هو لاعب كرة قدم هولندي في مركز الوسط. لعب مع بي إي سي زفوله وسبارتا روتردام ونادي كامبور.

## روابط خارجية
- جيوفاني هايوت على موقع قاعدة بيانات كرة القدم.إي يو (الإنجليزية)
- جيوفاني هايوت على موقع Soccerway.com (الإنجليزية)
- جيوفاني هايوت على موقع عالم كرة القدم.نت (الإنجليزية)